# Abbas (Name)
Abbas ist ein Familienname und ein männlicher Vorname arabischen Ursprungs. عباس / ʿAbbās bedeutet im Arabischen ‚Löwe‘. Außerdem lässt sich Abbas mit ‚der mit düsterem Gesicht‘ interpretieren.

## Familienname

### A
- Abdulkerim Abbas (1921–1949), uigurischer Führer in Xinjiang, Republik China
- Abu Abbas (eigentlich Muhammad Zaidan; 1948–2004), palästinensischer Freiheitskämpfer
- Abubakar Abbas (* 1996), nigerianisch-bahrainischer Sprinter
- Ahmad Abbas (Fußballspieler) (* 1985), saudi-arabischer Fußballspieler
- Ahmad Abbas (Schiedsrichter), kuwaitischer Schiedsrichterassistent
- Alfons Abbas (1854–1924), deutscher Geiger und Bratschist
- ʿAli ibn al-ʿAbbas al-Madschūsi (10. Jahrhundert), persischer Arzt
- Ali Abbas (Fußballspieler) (* 1986), irakischer Fußballspieler
- Ali Ismail Abbas (* 1991), irakisch-britischer Kriegsgeschädigter
- Ali Mahmoud Abbas (* 1964), syrischer Generalmajor
- Amir Abbas Hoveyda (1919–1979), iranischer Politiker
- Aqarab Abbas (* 1973), pakistanischer Leichtathlet
- Aziz Abbas (* 1943), irakischer Gewichtheber

### B
- Bassim Abbas (* 1982), irakischer Fußballspieler

### F
- Fatin Abbas (* 1982), sudanesische Schriftstellerin
- Ferhat Abbas (1899–1985), algerischer Politiker

### G
- Ghulam Abbas (* 1968), pakistanischer Leichtathlet

### H
- Hiam Abbass (* 1960), israelisch-arabische Schauspielerin
- Hisham Abbas (* 1963), ägyptischer Sänger
- Hosni Mohamed Abbas (* 1932), ägyptischer Gewichtheber
- Husnain Abbas, pakistanischer Fußballspieler
- Hussain Ghulum Abbas (* 1969), Fußballspieler der Vereinigten Arabischen Emirate

### J
- Jamila Abbas (* 1984), kenianische IT-Unternehmerin

### K
- Khwaja Ahmad Abbas (1914–1987), indischer Filmregisseur und Drehbuchautor
- Kusam ibn Abbas, arabischer Staatsmann, Prediger

### M
- Maher Abbas (* 1966), libanesischer Leichtathlet
- Mahmud Abbas (* 1935), palästinensischer Politiker
- Maldoum Bada Abbas (1952–2006), tschadischer Politiker
- Mansour Abbas (* 1974), israelischer Politiker
- Max Abbas (1844–1923), deutscher Bibliothekar und Flötist
- Mazhar Abbas (* 1958), pakistanischer Journalist
- Medhat Abbas, palästinensischer Arzt
- Meriam Abbas (* 1970), deutsch-irakische Schauspielerin
- Mohamed Fakry Abbas (* 1932), ägyptischer Wasserspringer
- Mohamed Nasir Abbas (* 1996), katarischer Sprinter
- Mohammed Abbas (Schwimmer) (* 1978), irakischer Schwimmer
- Mohammed Abbas (Squashspieler) (* 1980), ägyptischer Squashspieler
- Muhammad Abbas (* 1986), pakistanischer Skirennläufer

### N
- Nada Abbas (* 2000), ägyptische Squashspielerin
- Nader Sufyan Abbas (* 1975), katarischer Gewichtheber

### O
- Omar Sabry Abbas (* 1927), ägyptischer Wasserballspieler

### P
- Philip Abbas (1886–1945), niederländischer Cellist, Gambist und Musikpädagoge, siehe Philip Abas

### R
- Rahman Abbas (* 1972), indischer Romanautor
- Rasha Abbas (* 1984), syrische Schriftstellerin und Journalistin
- Rushan Abbas (* 1967), uigurisch-amerikanische Aktivistin

### S
- Salah Abbas (* 1971), bahrainischer Fußballschiedsrichter
- Shajar Abbas (* 2000), pakistanischer Leichtathlet
- Shamsul Azhar Abbas, malaysischer Unternehmer
- Sohail Abbas (* 1975), pakistanischer Hockeyspieler

### T
- Thamir Abbas Ghadban (* 1945), irakischer Politiker

### W
- Wael Abbas (* 1974), ägyptischer Journalist und Menschenrechtsaktivist
- Walid Abbas (* 1985), Fußballspieler aus den Vereinigten Arabischen Emiraten

### Y
- Yāsir ʿAbbās (* 1962), palästinensisch-kanadischer Geschäftsmann
- Youssef Abbas (1920–1956), ägyptischer Basketballspieler
- Youssouf Saleh Abbas (* 1952), tschadischer Politiker
- Yusuf Ali Abbas (* 2003), bahrainischer Sprinter

### Z
- Zulkifli Abbas (* 1956), malaysischer Hockeyspieler

## Vorname
- Abbas I. (Ägypten) (1813–1854), Vizekönig von Ägypten, genannt „Hilmi“
- Abbas I. (1571–1629), persischer Herrscher, genannt „der Große“
- Abbas II. (Persien) (1633–1666), Schah von Persien
- Abbas II. (Ägypten) (1874–1944), Vizekönig von Ägypten
- Abbas III. (1731–1740), Schah von Persien
- Abbas ibn Abi l-Futuh († 1154), Wesir der Fatimiden
- Abbas ibn Schuaib (Fatimide) († 1025), Prinz der Fatimiden
- Abu l-Abbas Abdallah II. († 903), Emir der Aghlabiden
- Abu l-Abbas Ahmad (Meriniden) (Abū l-ʿAbbās Ahmad al-Mustansir; † 1393), Sultan der Meriniden in Marokko
- Abu l-Abbas Ahmad (Wattasiden) (Abū l-ʿAbbās Ahmad; † 1549), Sultan der Wattasiden in Marokko
- Abu l-Abbas Ahmad II. († 1394), Kalif der Hafsiden in Ifriqiya
- Abū l-ʿAbbās Ahmad al-Hākim bi-amr Allāh († 1302), Kalif der Abbasiden in Kairo, siehe al-Hākim I.
- Abū ʾl-ʿAbbās Muhammad I. († 856), Emir der Aghlabiden
- Abu l-Abbas as-Saffah (722–754), Kalif der Abbasiden
- al-ʿAbbās ibn ʿAbd al-Muttalib (565–653), Onkel des Propheten Muhammad

- Abbas Attar (1944–2018), iranisch-französischer Fotojournalist, siehe Abbas (Fotograf)
- Abbas Effendi (1844–1921), Oberhaupt der Bahá'í-Religion
- Abbas Halabi (* ≈1950), libanesischer Jurist, Banker und Politiker
- Abbas ibn Firnas († 888), berberischer Dichter
- Abbas al-Marayati (* 1987), finnischer Poolbillardspieler
- Abbas Maroufi (1957–2022), iranischer Schriftsteller
- Abbas Mirza (1789–1833), persischer Prinz
- Abbas al-Musawi (1952–1992), libanesischer Generalsekretär des militärischen Flügels der Hisbollah
- Abbas Kiarostami (1940–2016), iranischer Filmregisseur und Lyriker
- Abbas Suan (* 1976), arabisch-israelischer Fußballspieler